# 華華天国
『華華天国』（はなはなてんごく）は、2020年9月28日からラジオ沖縄 (ROK) で放送されているラジオ番組である。放送時間は毎週月曜 - 金曜 14:30 - 16:45。
当項では、当番組のスピンオフとして2023年10月29日に放送され、2024年日本民間放送連盟賞ラジオグランプリおよび、番組部門・ラジオ教養番組最優秀賞を受賞したドキュメンタリー番組『白線と青い海～早川さんと饒平名さんの730（ナナサンマル）〜』（はくせんとあおいうみ はやかわさんとよへなさんのななさんまる）についても述べる。

## パーソナリティ
- 竹中知華（ラジオ沖縄アナウンサー、月 - 木曜・第5金曜）[1] - 月・水曜は放送開始より、火曜は2021年9月28日より、第5金曜は2022年12月30日より担当
- 松田淳奈（第1金曜） - 2023年1月6日より
- 長嶺花菜（第2金曜） - 2024年10月11日より
- 前徳比嘉優（第3金曜） - 2023年4月21日より
- 前堂ニイナ（第4金曜） - 2024年10月25日より

### 過去のパーソナリティ
- 山原麗華 - 放送開始から2021年9月21日まで火曜を、2022年9月30日まで金曜をそれぞれ担当
- 金城しおり（第1金曜）[1] - 2022年10月7日・11月4日・12月2日
- 牛島可南子（第3金曜）[1] - 2022年10月21日 - 2023年3月17日
- アラカキマコ（第2金曜）[1] - 2022年10月14日 - 2024年9月13日
- ハイビスカスパーティー（第4金曜）[1] - 2022年10月28日 - 2024年9月27日

## 放送時間

### 現在
※JST表記
- 月 - 金曜 14:30 - 16:35 - 月 - 木曜は2024年9月30日 - 、金曜は2024年4月5日 -

### 過去
- 月 - 木曜 14:30 - 16:30 - 2020年9月28日 - 2021年3月25日
- 月 - 木曜 14:30 - 16:40 - 2021年3月29日 - 2022年3月24日
- 金曜 14:30 - 16:40 - 2021年4月2日 - 2021年12月31日
- 金曜 14:30 - 16:30 - 2020年10月2日 - 2021年3月26日、2022年1月7日 - 9月23日
- 月 - 金曜 14:30 - 16:45[1] - 月 - 木曜は2022年3月28日 - 2024年9月26日、金曜は2022年10月7日 - 2024年3月29日

## タイムテーブル
2022年10月時点。
- 14:45 華天リポート（1回目）、ラジかるお仕事Time（隔週火曜）
- 15:00 3時のニュース
- 15:05 スマイル住ism（毎月最終木曜）
- 15:15 ハイタイ!美ら菜タイム
- 15:35 キレイとお得の縁ムスビ「突撃!むすびウェブ」（第2木曜）、国立劇場おきなわ ありんくりん（第3木曜）
- 15:47 ジャパネットたかたラジオショッピング
- 16:00 華天リポート（2回目）

## BGM
- 「THE有頂天ホテルメインタイトル」（提供クレジット時）

## 白線と青い海～早川さんと饒平名さんの730（ナナサンマル）〜
『白線と青い海～早川さんと饒平名さんの730（ナナサンマル）～』（はくせんとあおいうみ はやかわさんとよへなさんのななさんまる）は、2023年10月29日に放送されたドキュメンタリー。『華華天国』のスピンオフとして、1978年に実施された沖縄の交通方式変更「730」にからむ出来事と、それに関わったふたりの老爺の再会を題材にしたもので、2024年日本民間放送連盟賞ラジオグランプリおよび、番組部門・ラジオ教養番組最優秀賞受賞。

### 番組概要
きっかけは、ラジオ沖縄にかかってきた、大分県在住の当時83歳の老爺・イトウ（旧姓:早川。以下早川と記す）からの電話を竹中が受けたことであった。
その電話の内容は「かつてナナサンマルの頃、勤めていた名古屋の業者から派遣され、やんばるで道路のライン引きの技術指導をしていたが、その時一緒に働き仲良くなった、饒平名（よへな）さんという人を探してほしい」と言うものであった。通常尋ね人の依頼は、警察等の行方不明捜索の依頼でないと受けないところ、早川の話の内容から局内で検討の上で、2023年7月26日放送の『華華天国』にて、リスナーに呼び掛けた上で「饒平名さん」の情報を集めることとなるが···
前半は、先述の放送および、早川・饒平名両氏が電話越しながら再会を果たした2023年7月31日放送のダイジェスト。後半は、1978年7月30日に実施された「730」、県民にも知られざる「730大作戦」についての当時の取材音源も交えつつ、2023年9月に両氏が沖縄で再会を果たした様子についても伝える。

## H2O華華

### 概要
平日の午後ワイド番組『華華天国』での出演をきっかけに、竹中知華（ラジオ沖縄アナウンサー）と山原麗華によって結成された。

### メンバー
- 竹中知華（ラジオ沖縄アナウンサー）
- 山原麗華

### 作品
- ＃ハッシュハグ
- 赤い山脈